# سورستان
سورستان در زمان ایران ساسانی ۲۲۶ تا ۶۵۱ پس از میلاد به دو معنا به کار می‌رفت.از آن برای تعیین استان ایرانی سورستان، تقریباً مشابه سوریه امروزی، در مقابل آسورستان ، که استانی جداگانه مطابق با بابل (مرکزی-جنوب عراق) بود، استفاده می شد. همچنین نام شهر ساسانی سورستان ( کوفه امروزی در عراق) در استان بیه کواد میانه ایران بوده است.